# Pauesia maculolachni
Pauesia maculolachni är en stekelart som först beskrevs av Jaroslav Stary 1960.  Pauesia maculolachni ingår i släktet Pauesia och familjen bracksteklar. Enligt den finländska rödlistan är arten sårbar i Finland. Arten är reproducerande i Sverige. Artens livsmiljö är torra gräsmarker. Inga underarter finns listade i Catalogue of Life.